# عنصر قدرت و نیروی محرکه
عنصر قدرت و نیروی محرکه (PPE)، که پیش از این به عنوان سیستم محرکه وسیله نقلیه تغییر مسیر سیارک شناخته می‌شد، یک ماژول پیشرانه یون الکتریکی خورشیدی برنامه‌ریزی شده است که توسط مکسار برای ناسا توسعه یافته است. این عنصر یکی از اجزای اصلی دروازه است. PPE امکان دسترسی به کل سطح ماه و طیف گسترده‌ای از مدارهای ماه را فراهم می‌کند و به عنوان یک یدک‌کش فضایی برای بازدید از کشتی دو برابر می‌شود.

### عنصر قدرت و نیروی محرکه

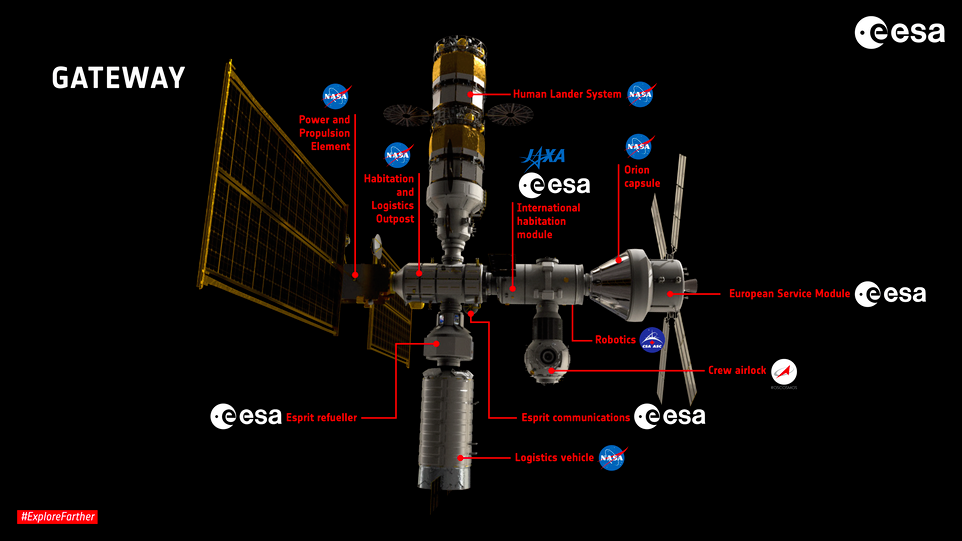
نموداری از دروازه که عنصر نیرو و نیروی محرکه را به همراه سایر ماژول‌های برنامه‌ریزی شده شناسایی می‌کند.

در سال ۲۰۱۷، یک سال پس از به وجود آمدن برنامه آرتمیس، اتوبوس فضایی یدک‌کش/پیشران ARM گردگیری شد و به عنوان سیستم پیشرانه اصلی ایستگاه فضایی دروازه تغییر کاربری داد و رسماً به عنوان عنصر قدرت و نیروی محرکه یا PPE شناخته شد. می‌توان گفت PPE یک نسخه کوچکتر از اتوبوس تغییر مسیر سیارک خواهد بود. دروازه در نهایت از آرتمیس به عنوان یک برنامه جداگانه برای اطمینان از فرود سریع به ماه تا سال ۲۰۲۴ خواهد بود.